# ماری ویگمن
ماری ویگمن (۱۳ نوامبر ۱۸۸۶–۱۸ سپتامبر ۱۹۷۳) طراح رقص و از پیشگامان رقص اکسپرسیونیستی، رقصنده‌ای آلمانی است که با رقص درمانی و آموزش حرکت بدون کفش پنجه (مخصوص باله) شناخته می‌شود. او یکی از مهم‌ترین چهره‌های تاریخ رقص مدرن به حساب می‌آید. او به یکی از چهره‌های نمادین فرهنگ جمهوری وایمار بدل شده‌است و کارش به دلیل به صحنه آوردن عمیق‌ترین تجربه‌های اگزیستانسیالیستی ستایش شده‌است.

## زندگی
کارولین سوفی ماری ویگمن در هانوفر آلمان به دنیا آمد. او نسبتاً دیر، بعد از ملاقات با سه تن از شاگردان امیل ژاک-دالکروز به رقص پرداخت. امیل دالکروز کسی بود که می‌خواست از طریق حرکت و با استفاده از سه عنصر به همان اندازه مهم سلفژ، بداهه‌پردازی و سیستم حرکتی خودش که حرکات بدنی موزون و متناسب بود، به موسیقی نزدیک شود. یکی دیگر از تجربه‌های اولیه و کلیدی او، اجرایی انفرادی از گرت ویزنت‌هال بود.
او در ۱۹۱۳ به رودلف ون لابان معرفی شد و با کار کردن روی مهارت‌هایی بر پایه تضادهای حرکتی چون انبساط و انقباض و کشیدن و هل دادن از وی تبعیت می‌کرد. در طول جنگ جهانی اول، او به عنوان دستیار لابان در لایپزیک مشغول به کار بود. در ۱۹۱۸ دچار نوعی فروپاشی روانی شد. در ۱۹۲۰ به او پیشنهاد شد به عنوان بانوی باله در اپرای درسدن مشغول به کار شود اما ناسازگاری او این ارتباط را کوتاه کرد. در سال تحصیلی ۱۹۲۱–۱۹۲۰ ویگمن در عوض، مدرسه رقص خود را بنیان گذاشت که به مدرسه مرکزی رقص درسدن یا به اختصار، مدرسه ماری ویگمن، مشهور شد؛ مرکزی برای رقص اکسپرسیونیستی جدید که به سرعت با مدرسه‌های دیگر رقص به رقابت پرداخت؛ به خصوص با مدرسه رقص پالوکای درسدن.
- پرتره رقصیدن ماری ویگمن اثر ارنست لودویگ کیرشنر
- استودیو رقص ماری ویگمن